# Citroenlieveheersbeestje
Het citroenlieveheersbeestje of tweeëntwintigstippelig lieveheersbeestje (Psyllobora vigintiduopunctata) is een kever uit de familie lieveheersbeestjes (Coccinellidae). De wetenschappelijke naam van de soort werd in 1758 als Coccinella vigintiduopunctata gepubliceerd door Carl Linnaeus.

## Kenmerken
Het citroenlieveheersbeestje dankt de naam aan de gele kleur. De kever wordt ongeveer 3 tot 4,5 millimeter lang. Halsschild en dekschilden zijn citroengeel met talrijke zwarte vlekken, 5 op het halsschild en 22 op de dekschilden. Mannetjes zijn vaak niet moeilijk van de vrouwtjes te onderscheiden; het halsschild van mannetjes is bleker dan de rest van het lichaam. Ook de larve en de pop hebben dezelfde kleuren.

## Leefwijze
Deze soort leeft als volwassen van de groep schimmels die meeldauw worden genoemd. Het eet een beruchte plantenschimmel en draagt ook bij aan de verspreiding daarvan. Ook de larven leven van schimmels.

## Voorkomen
De kever is in Europa een algemene soort, waaronder in Nederland. De soort komt met name voor langs bosranden en houtwallen.

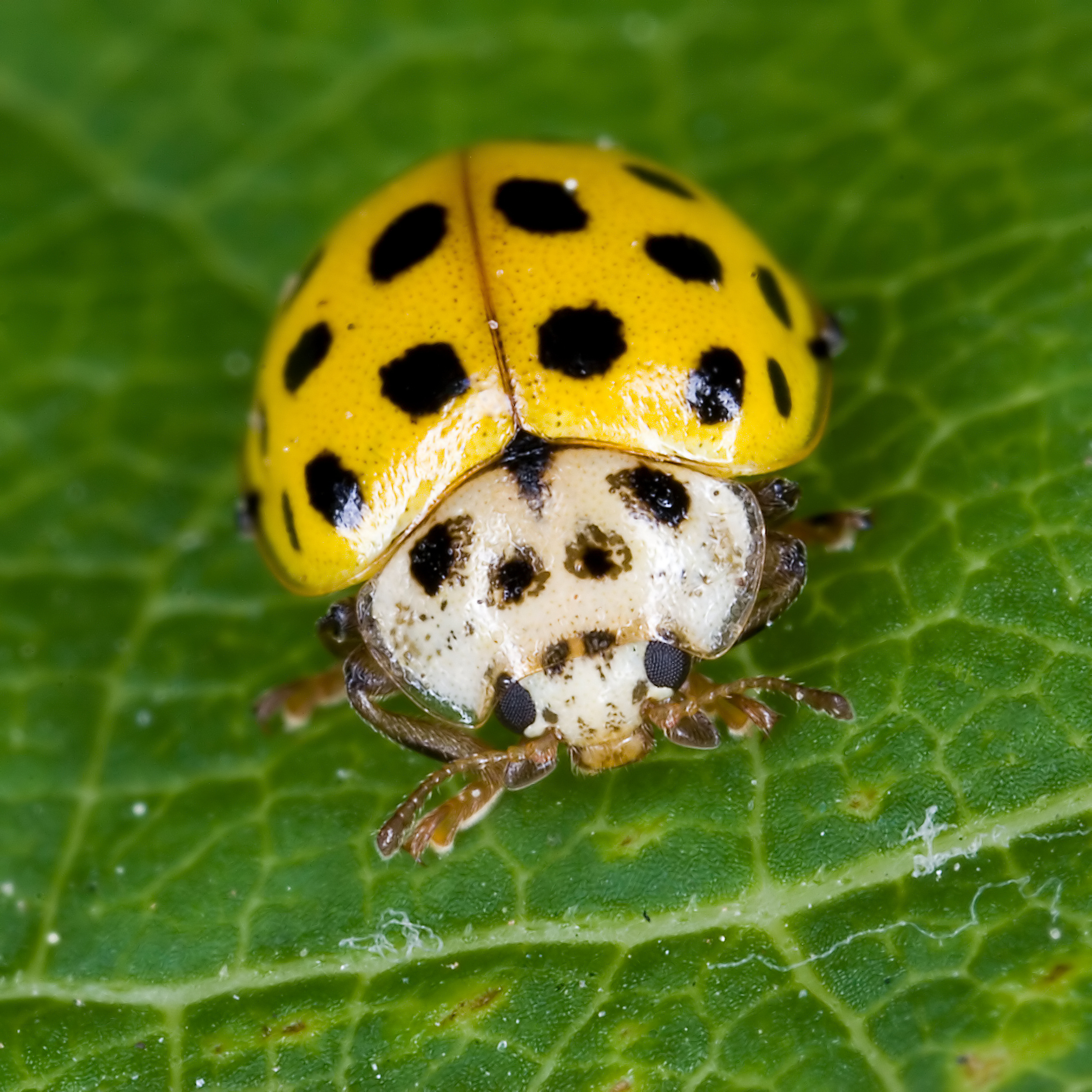
Mannetje
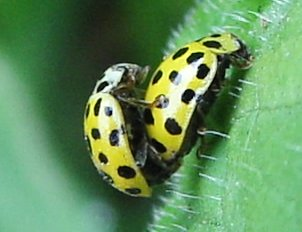
Paring
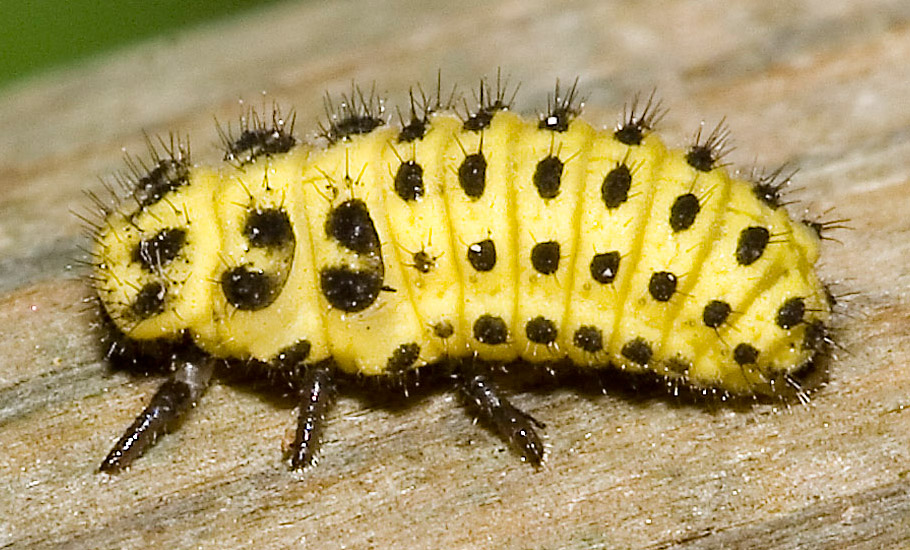
Larve